# Antarès
Alpha du Scorpion
Pour les articles homonymes, voir Antarès (homonymie).
Désignations
Antarès, ou Alpha Scorpii (α Scorpii) dans la désignation de Bayer, est une étoile binaire de la constellation du Scorpion.

## Propriétés

Comparaison entre la supergéante rouge Antarès et le Soleil, représenté par un point en haut à droite de l'image. Le cercle en tirets noirs représenterait l'orbite de Mars.
Arcturus est aussi représentée (petit disque), à titre de comparaison.

### Composante A
La plus brillante composante (α Scorpii A / Antarès A) est une supergéante rouge en fin de vie, d'une masse comprise entre 15 et 18 M{\displaystyle \scriptstyle \odot } et d'un diamètre variant entre 680 et 883 fois celui du Soleil, soit un volume 688 millions de fois plus élevé que lui. Elle est située à environ 550 années-lumière de la Terre. Pour imaginer ce que représente une telle taille, sachant que le Soleil mesure 1,4 million de kilomètres de diamètre, soit 0,01 ua, le rayon d'Antarès équivaut à plus de 3 ua. Autrement dit, ramenée au Système solaire, elle engloberait très largement l'orbite de Mars.
Sa surface se situerait entre Mars et Jupiter, mais contrairement à celle du Soleil avec « des bords bien nets », la surface d'Antarès serait « floue » car elle est entourée de gaz.
Sa magnitude varie de +0,9 à +1,8. Antarès est environ 10 000 fois plus lumineuse que le Soleil dans le spectre de la lumière visible. Mais sa température de surface, moins élevée que celle du Soleil (~3 570 °C contre 5 500 °C), fait qu'elle rayonne une partie considérable de son énergie dans l'infrarouge ; ainsi sa luminosité bolométrique est approximativement de 60 000 fois celle du Soleil.
Du fait de son statut de supergéante rouge, Antarès explosera sous forme de supernova dans un futur relativement proche (pour une étoile), étant donné sa masse. Elle apparaîtra alors pendant quelques semaines comme un astre aussi brillant que la Pleine lune.

### Composante B
Antarès A possède une étoile compagne appelée Antarès B, découverte le 13 avril 1819 par Johann Tobias Bürg. C'est une étoile bleu-blanc de la séquence principale, de type spectral B2.5V séparée d'elle de 2,9 secondes d'arc, ce qui fait 550 ua à cette distance, soit plus de 80 milliards de kilomètres. 
Elle a une magnitude de +5,5. C'est seulement 1/370e de la brillance visuelle d'Antarès A, mais cela représente tout de même 170 fois la luminosité du Soleil.
Son observation est assez difficile à travers un petit télescope à cause de l'éclat et de la proximité d'Antarès A, mais elle devient facile pour des diamètres au-dessus de 150 mm. Le compagnon est souvent décrit comme étant de couleur verte, mais il s'agit probablement d'un effet de contraste. 
Antarès B peut cependant être observée à travers un petit télescope durant quelques secondes lors des occultations d'Antarès A par la Lune, c'est d'ailleurs durant l'une de ces occultations qu'elle fut découverte.
Son orbite est peu connue et sa période est estimée à 878 ans.

## Observation
À la latitude de la France, la meilleure période pour observer Antarès est aux alentours du 14 mai, quand l'étoile est en opposition au Soleil. Elle se lève alors au coucher du soleil pour disparaître à l'aube, elle est donc visible toute la nuit.
Tout près d'Antarès se trouve M4, amas globulaire intéressant à observer bien que ne s'élevant jamais beaucoup au-dessus de l'horizon (dans la partie tempérée de l'hémisphère nord).
En août 2017, le VLT de l'Observatoire européen austral (ESO) situé sur le mont Paranal au Chili a obtenu une image d'une précision sans précédent, la plus détaillée à cette date de la surface et de l’atmosphère d’une étoile autre que le Soleil.

## Nomenclature
Antares est le nom international de l'étoile Alpha Scorpii aujourd’hui retenu par l’Union astronomique internationale (UAI). Ce nom est Ἀντάρης / Antárēs utilisé en grec ancien et qui signifie, eu égard à sa couleur rouge similaire à celle de la planète Mars, « comme Arès » (Arès est le dieu de la guerre, l'équivalent de Mars dans la mythologie de la Rome antique). Exhumé seulement à la Renaissance, ce nom ancien traditionnel ne figure encore qu’après le calque de son nom arabe, Cor Scorpii, dans l’Uranometria de Johann Bayer (1603).
Les vieux noms médiévaux, Calbolacrab et Cor Scorpii, viennent  de l’arabe قلب العقرب Qalb al-ᶜAqrab, « le Cœur du Scorpion », ou tout simplement القلب al-Qalb, « le Cœur », qui sont les noms de la XVIIIe des manāzil al-qamar ou « stations lunaires ». Le nom est introduit dès les premières listes de stations datant de l’an mil, sous les formes Alchaim et Alkeb. Noté sur l’astrolabe par ᶜAbd al-Raḥmān al-Ṣūfī (964), son nom  latin est Calbolagrab dès les premières traductions des traités de cet instrument, puis son calque, par exemple Cor Scorpionis dans l’Almageste de Gérard de Crémone, aussi bien dans le catalogues que sur l'astrolabe. On trouve aussi en français Cueur de Scorpion à partir de Johannes Stöffler (1560). Tous ces noms n’ont finalement laissé entièrement la place à Antares que dans les catalogues des XIXe et XXe siècles.
Bien que la figure arabe de العقرب al-ᶜAqrab, « le Scorpion », soit héritée de Babylone, on ne trouve pas l'équivalent du nom قلب العقرب Qalb al-ᶜAqrab, « le Cœur du Scorpion », dans les tablettes mésopotamiennes. Nous rencontrons dans les documents les plus anciens, quand le ciel n’est pas encore organisé en constellations, mul.GIR.TAB, « le Scorpion » pour Alpha Scorpii. Quand naissent les constellations, ce qui se mesure au fait que les étoiles sont désormais nommées par leur place dans les figures célestes, soit dans la première moitié du 1er millénaire av. è. c., nous rencontrons dans le premier traité d'astronomie, exhumé dans les ruines de la bibliothèque d’Assurbanipal (avant 627) et intitulé MUL-APIN : DIŠ mul.GABA GÍR.TAB d.li9-si4 d.AG, soit « La Poitrine du Scorpion [est] Lisi, Nabû », sachant que le dieu Lisi, lié au feu, est associé à Nabû, le dieu-scribe, qui écrit les tablettes du destin. Nous lisons aussi mul.GÍR.AN.NA, « le Glaive céleste » = mul.GÍR.TAB, « le Scorpion » dans la Grand Compendium, daté de la même époque. Alpha Scorpii est encore mul.GABA GÍR.TAB, soit « la Poitrine du Scorpion » dans la Table des Cordons, et Lisi aussi bien dans le Catalogue de Dalbanna, que dans les éphémérides qui s’étalent de 652 av. é.c à 61 de notre ère.

## Culture populaire

### Arts
Dans les œuvres de l’esprit et artistiques contemporaines, notamment japonaises, le nom d’Antarès est parfois employé par défaut pour désigner quelque entité scorpioïde ou notion diégétique renvoyant plus ou moins explicitement par son inspiration au scorpion du mythe grec d’Orion (qui est originellement inommé)[réf. souhaitée].
Exemples non exhaustifs :
En tant qu’entité de fiction
- Dans l’univers de la franchise à effets spéciaux japonaise Ultraman, le Monstre Scorpion Antares (さそり怪獣 アンタレス（ANTARES), sasori kaijū Antaresu) est un monstre géant scorpioïde [Ultraman Leo (ja) (ウルトラマンレオ（ULTRAMAN))] ;
- dans le film d’animation japonais DanMachi: Arrow of the Orion, Antares (アンタレス, Antaresu) est un monstre légendaire scorpioïde géant lié à la déesse Artémis et explicitement inspiré du mythe.

En tant que notion diégétique
- Dans l’univers de la franchise dessinée japonaise Les Chevaliers du Zodiaque — ou Saint Seiya, Antares (赤色巨星（アンタレス）, akairo kyosei / Antaresu) est le nom donné au coup ultime de l’Aiguille écarlate (スカレット・ニードール, [Sukaretto Nīdōru / Scarlet Needle]), technique de combat emblématique du Chevalier d’Or du Scorpion qui imite des piqûres de scorpion progressivement mortelles correspondant aux quinze étoiles principales formant la constellation du même nom ;
- dans l’univers de la franchise vidéoludique japonaise Fate/stay night, le « Tir unique du Scorpion céleste » Antares Snipe (天蠍一射（アンタレス・スナイプ）, tenkatsu issha / Antaresu Sunaipu) est le Noble Phantasme (arme ou pouvoir extraordinaire) de l’Archer Noir Chiron, consistant en un tir de faisceau d’énergie depuis le Scorpion stellaire, ni anticipable ni évitable et touchant précisément le point faible de sa cible [Fate/Apocrypha et Fate/Grand Order].

#### En bande dessinée
- Antarès est aussi une série de bande dessinée de science-fiction écologique d'exploration (ou « planet opera ») en six albums de Léo (auteur complet : scénario, dessin et couleurs), qui représente un chapitre de son grand cycle des Mondes d'Adébaran relatant les aventures de Kim, son énergique héroïne principale, à la rencontre de mondes étranges et d'espèces vivantes intelligentes, humanoïdes ou non[20].